# خودوو (استان لهستان بزرگ‌تر)
خودوو (به لهستانی:  Chodów) یک روستا در لهستان است که در گمینا خودوو واقع شده‌است. خودوو ۸۳۰ نفر جمعیت دارد.